# Myrrhidendron
Myrrhidendron je rod tropických rostlin z čeledi miříkovitých (Apiaceae) zahrnující 4 až 5 druhů. V rámci zmíněné čeledi jsou zástupci rodu ojedinělí svým stromovým vzrůstem.

## Charakteristické znaky
Všechny druhy rodu jsou vytrvalé a vyznačují se dřevnatým stonkem, což je u miříkovitých nepříliš běžný znak. Kmeny jsou 1,5 až 7 m vysoké, lysé a zřídka větvené, na vrcholcích nesou růžici až 90 cm dlouhých listů a bílé květy uspořádané v (pro čeleď typických) okolících. Plodem je dvounažka.
Strom jakožto růstovou formu vytváří v rámci míříkovitých ještě dva další rody, oba s výskytem v afrotropické oblasti. Jmenovitě jde o rod Steganotaenia se třemi druhy a o rod Heteromorpha s asi osmi druhy.

## Taxonomie a vnitřní členění
Popis rodu Myrrhidendron učinili v roce 1894 američtí botanici John Merle Coulter a Joseph Nelson Rose, kteří v jeho rámci rozlišili čtyři samostatné druhy. Kromě druhu typového, jenž dostal jméno Myrrhidendron donnellsmithii, jde o M. glaucescens, který byl již dříve popsán britským botanikem Georgem Benthamem v rámci jiného rodu, dále M. maxonii a nakonec M. pennellii. Další druh, M. chirripoense, byl popsán Karlem Suessenguthem v roce 1942. Rod tedy v současnosti čítá čtyři až pět druhů. Existence a platnost druhu M. pennellii je některými vědci zpochybňována.

## Ekologie a rozšíření
Myrrhidendron se vyskytuje v tropických deštných lesích horských oblastí Jižní a Střední Ameriky, areál rodu zahrnuje jihovýchod Mexika, Guatemalu, Honduras, Kostariku, Panamu, Kolumbii a Ekvádor. Roste obvykle v nadmořských výškách od 2500 do 3400 m nad mořem a často stoupá i nad horní hranici lesa a obývá zdejší křovinatou vegetaci zvanou páramo.
Následující tabulka shrnuje informace o rozšíření jednotlivých druhů rodu.
| Druh                         | Doložený výskyt                                |
| ---------------------------- | ---------------------------------------------- |
| Myrrhidendron donnellsmithii | Kostarika, Guatemala, Honduras, Mexiko, Panama |
| Myrrhidendron glaucescens    | Kolumbie, Ekvádor                              |
| Myrrhidendron chirripoense   | Panama, Kostarika                              |
| Myrrhidendron maxonii        | Panama                                         |
| Myrrhidendron pennellii      | Kolumbie                                       |